# Chilodus fritillus
Chilodus fritillus és una espècie de peix de la família dels quilodòntids i de l'ordre dels caraciformes.

## Morfologia
- Els mascles poden assolir 7,3 cm de longitud total.[4]

## Hàbitat
És un peix d'aigua dolça i de clima tropical.

## Distribució geogràfica
Es troba a Sud-amèrica: riu Palma i rodalia de Puerto Maldonado al Perú.